# Caecilia disossea
Espèce
Statut de conservation UICN

 LC  : Préoccupation mineure
Caecilia disossea est une espèce de gymnophiones de la famille des Caeciliidae.

## Répartition
Cette espèce se rencontre en Équateur et au Pérou sur le versant amazonien de la cordillère des Andes.

## Publication originale
- Taylor, 1968 : The Caecilians of the World: A Taxonomic Review. Lawrence, University of Kansas Press.